# Tours Duo
Le Tours Duo sono due grattacieli in costruzione, situati nel XIII arrondissement di Parigi, ai margini della tangenziale e Ivry-sur-Seine.
Il progetto ad uso misto copre più di 108000 m². Ospita principalmente uffici, che ospiteranno la sede della banca Natixis (Gruppo BPCE), ma anche un hotel, un ristorante, un bar con terrazza panoramica su Parigi, un auditorium, negozi e terrazze verdi.
Una volta completata, la Tour Duo 1, con 180 m, sarà il terzo edificio più alto della capitale dopo la Torre Eiffel (324 m) e la Torre Montparnasse (209 m), alla pari con la futura Tour Triangle. Il tutto deve completare la "cintura" formata da numerose torri e grattacieli alle porte della capitale.
I lavori sono iniziati a fine marzo 2017, la consegna delle due torri è prevista per il 2021.